# Ewa Durling Borgedahl
Ewa Anna-Greta Durling Borgedahl, född 18 juni 1918 i Stockholm, död 10 december 2015 i Gränna, var en svensk målare.
Hon studerade vid Högre konstindustriella skolan och vid Edward Berggrens och Åke Pernbys målarskolor i Stockholm. Separat ställde hon ut i Stockholm 1973 och 1976 och hon medverkade i samlingsutställningar i Sverige och England. Durling Borgedahl är begravd på Norra begravningsplatsen utanför Stockholm.